# Poissonsexe
Pour plus de détails, voir Fiche technique et Distribution.
Poissonsexe est un film franco-belge réalisé par Olivier Babinet, sorti en 2020.
Le film reçoit la mention spéciale au festival international du film indépendant de Bordeaux.

## Synopsis
Alors que la faune océanique est au bord de l’extinction (des espèces), un biologiste timide rêve de paternité. Sa quête l’amènera à deux découvertes extraordinaires : un étrange poisson amphibien à pattes (sorte d'axolotl) et l’amour.
[Pour un commentaire sur ce film, voir aussi la carrière de l'actrice principale (India Hair)].

## Fiche technique
- Titre français : Poissonsexe
- Réalisation : Olivier Babinet
- Scénario : Olivier Babinet et David Elkaïm
- Photographie : Timo Salminen
- Production : Masa Sawada[2]
- Société de production : Comme des Cinémas[3]
- SOFICA : Cinémage 13
- Montage : Isabelle Devinck, Sylvie Lager et Albertine Lastera
- Musique : Jean-Benoît Dunckel
- Pays d'origine :  France —  Belgique
- Format : couleurs — 2,35:1
- Genre : Comédie romantique[4] et science-fiction[5],[6]
- Durée : 88 minutes
- Dates de sortie :
  - France : 20 octobre 2019 (Festival international du film indépendant de Bordeaux), 2 septembre 2020 (sortie nationale)

## Distribution
- Gustave Kervern : Daniel Luxet, le scientifique
- India Hair : Lucie, la caissière de la station-service
- Ellen Dorrit Petersen : Eeva Kukkola, la directrice de centre de recherche
- Okinawa Valérie Guerard : Bao
- Alexis Manenti : Éric, le gérant de la station-service
- Sofian Khammes : Alaïd, un collègue de Daniel
- Jean-Benoît Ugeux : Georges, un collègue de Daniel
- Edson Anibal : Abou, un collègue de Daniel
- Justin Eng : Jérémie, l'adolescent
- Jerry Di Giacomo : Thomas Von Bagh
- Fabien Giameluca : témoin d'une baleine échouée sur la plage

## Distinctions

### Récompense
- Festival international du film indépendant de Bordeaux 2019 : mention spéciale

### Sélections
- Festival du film de Cabourg 2020 : sélection en compétition officielle
- Galway Film Fleadh 2020[7]
- Festival international du film fantastique de Neuchâtel 2020 : sélection en compétition pour le prix du public en ligne
- 22e Festival Indépendance(s) & Création[8]

### Nomination
- César 2021 : Meilleur espoir féminin pour India Hair[9]